# Potosi (Wisconsin)
Pour les articles homonymes, voir Potosi.
Potosi est un village du comté de Grant, dans l'État du Wisconsin, aux États-Unis. En 2020, il comptait une population de 646 habitants.